# 高田寛 (参議院議員)
高田 寛（たかだ ひろし、1899年1月15日 - 1979年5月3日）は、日本の鉄道官僚、政治家、参議院議員（緑風会・1期）。

## 経歴
1922年、東京帝国大学法学部政治学科を卒業。アメリカ合衆国、ドイツに留学。1922年、鉄道省に入省。戦前から戦中にかけて、小郡駅長、鉄道局副参事、名古屋鉄道局運輸旅客掛長、逓信局事務官、鉄道省事務官、東京鉄道局長、国際観光局長などを歴任した。
1947年の第1回参議院議員通常選挙において全国区で当選し、緑風会に所属して1953年まで1期を務めた。在任中には、参議院議院運営委員会委員長も務めた。また、参議院議員当時から日本交通公社理事長を務め、後には会長を務めたが、造船疑獄に関わって贈賄で逮捕され、1959年9月21日に東京地方裁判所において懲役4か月執行猶予1年の有罪判決を受けた。
その後も、1959年に大利根カントリークラブの初代社長となるなど、要職を歴任した。
1974年11月に、勲三等旭日中綬章を受章した。